# 田中悠也
田中 悠也（たなか ゆうや、2000年5月10日 - ）は、千葉県出身のサッカー選手。登録ポジションはゴールキーパー。Jリーグ・ギラヴァンツ北九州所属。

## 来歴
市立船橋高等学校3年次にJリーグクラブのキャンプに参加し、プロから注目される存在となる。2018年冬の選手権では、千葉県大会決勝で関川郁万を擁する流通経済大柏に敗れ、本大会出場を逃した。同年12月28日、ギラヴァンツ北九州への加入が発表された。高校の1学年先輩には長谷川凌がおり、市立船橋からは2年連続でゴールキーパーがプロ入りを果たした。
2019年、20年は主に第3･第4GKだったために出場機会を得られなかった。2021年は前半戦こそ控えに4試合入るのみだったものの、東京オリンピックによる中断期間明けの第24節FC琉球戦にプロ公式戦初出場を果たすと、前半戦正GKの吉丸絢梓や、吉丸に代わり中断直前の4試合で先発出場していた加藤有輝らから正GKの座を奪取。最終的には再開後19試合中17試合に出場したが、チームはJ3に降格した。
チームがJ3降格した2022年は当初吉丸の控えとなり、天皇杯県予選決勝と本大会1回戦に出場した後、第12節でリーグ戦初出場し4試合連続出場したが、その後は控えにも入らず、最終節で19試合ぶりに出場し、リーグ戦5試合のみの出場にとどまった。
2023年は第17節でリーグ戦初出場から8試合連続で先発出場していたが、第24節対鹿児島ユナイテッドFC戦前半44分に警告退場、その後は最終節で14試合ぶりに出場したが9試合の出場にとどまる。
2024年、当初リーグ戦では大谷幸輝の控えだったものの、初参加となったYBCルヴァンカップ1回戦対大分トリニータ戦で延長120分間無失点に抑えると、リーグ戦4戦目となる第5節FC大阪戦からリーグ戦26試合連続出場する。しかし9月21日、第29節対FC岐阜戦前半にゴールキックを蹴った際負傷しそのまま交代、同月26日、左脛骨骨幹部骨折、左腓骨骨幹部骨折、加えて予てから負っていた右脛骨疲労骨折の手術を行い、全治6か月と診断された。
2025年シーズン当初はベンチ外が続いていたが、4月12日のJ3リーグ第9節対福島ユナイテッドFC戦で初めて控えに入り、4日後の16日、YBCルヴァンカップ2回戦対横浜FC戦で約7か月ぶりの公式戦出場を果たし、その後、5月11日、天皇杯福岡県予選を兼ねた福岡県サッカー選手権大会決勝対KMGホールディングスFC戦、6月11日、天皇杯本大会2回戦対ファジアーノ岡山FC戦に先発出場。6月14日のJ3リーグ第16節対アスルクラロ沼津戦で、開幕から全リーグ戦に先発出場していたGK杉本光希の試合前アクシデントにより、復帰後リーグ戦初先発出場を果たした。その後、リーグ戦2試合出場していたが、JFLから加入した6月21日のJ3リーグ第17節対高知ユナイテッドSC戦で、2024年9月14日のJ3リーグ第28節対大宮アルディージャ戦以来の3失点記録となり、逆転負けで味わう場面もあり、6月28日のJ3リーグ第18節対ガイナーレ鳥取戦から7月12日のJ3リーグ第20節対栃木シティFC戦まで再び控えに戻った。7月16日、天皇杯本大会3回戦対アビスパ福岡戦にも先発出場し、7月21日よりJ3リーグ第21節対テゲバジャーロ宮崎戦以降で途中から加入したMF髙橋大悟の共に再びスタメン復帰している。

## 人物
2022年1月11日に入籍。
同年1月20日、北九州市小倉北区のコインランドリーで偶然会った、認知症で行方不明となっていた男性の保護に協力、同年2月17日に福岡県警察小倉北警察署から感謝状を贈られた。

## 所属クラブ
- JSC CHIBA
- 2016年 - 2018年 市立船橋高等学校
- 2019年 -  ギラヴァンツ北九州

## 個人成績
| 国内大会個人成績 | 国内大会個人成績 | 国内大会個人成績 | 国内大会個人成績 | 国内大会個人成績 | 国内大会個人成績 | 国内大会個人成績 | 国内大会個人成績 | 国内大会個人成績 | 国内大会個人成績 | 国内大会個人成績 | 国内大会個人成績 |
| 年度             | クラブ           | 背番号           | リーグ           | リーグ戦         | リーグ戦         | リーグ杯         | リーグ杯         | オープン杯       | オープン杯       | 期間通算         | 期間通算         |
| 年度             | クラブ           | 背番号           | リーグ           | 出場             | 得点             | 出場             | 得点             | 出場             | 得点             | 出場             | 得点             |
| 日本             | 日本             | 日本             | 日本             | リーグ戦         | リーグ戦         | リーグ杯         | リーグ杯         | 天皇杯           | 天皇杯           | 期間通算         | 期間通算         |
| ---------------- | ---------------- | ---------------- | ---------------- | ---------------- | ---------------- | ---------------- | ---------------- | ---------------- | ---------------- | ---------------- | ---------------- |
| 2019             | 北九州           | J3               | 27               | 0                | 0                | -                | -                | 0                | 0                | 0                | 0                |
| 2020             | 北九州           | J2               | 27               | 0                | 0                | -                | -                | -                | -                | 0                | 0                |
| 2021             | 北九州           | J2               | 27               | 17               | 0                | -                | -                | 0                | 0                | 17               | 0                |
| 2022             | 北九州           | J3               | 27               | 5                | 0                | -                | -                | 1                | 0                | 6                | 0                |
| 2023             | 北九州           | J3               | 27               | 9                | 0                | -                | -                | 0                | 0                | 9                | 0                |
| 2024             | 北九州           | J3               | 27               | 26               | 0                | 1                | 0                | 0                | 0                | 27               | 0                |
| 2025             | 北九州           | J3               | 27               | 5                | 0                | 1                | 0                | 2                | 0                | 8                | 0                |
| 通算             | 日本             | 日本             | J2               | 17               | 0                | -                | -                | 0                | 0                | 17               | 0                |
| 通算             | 日本             | 日本             | J3               | 45               | 0                | 2                | 0                | 3                | 0                | 50               | 0                |
| 総通算           | 総通算           | 総通算           | 総通算           | 62               | 0                | 2                | 0                | 3                | 0                | 67               | 0                |

- Jリーグ初出場 - 2021年8月9日 J2リーグ第24節 vsFC琉球戦